# مدار ۲۸ درجه شمالی
مدار ۲۸ درجه شمالی، دایره‌ای از عرض جغرافیایی است که در ۲۸ درجهٔ شمالی خط استوا  قرار دارد.

## گذر از مناطق
از نصف‌النهار مبدأ شروع می‌شود و به سمت مشرق ۲۸ درجه شمالی از موارد زیر گذر می‌کند:
| مختصات‌ها                                             | کشور، قلمرو یا دریا | توضیحات |
| ---------------------------------------------------- | ------------------- | --- |
| ۲۸°۰′ شمالی ۰°۰′ شرقی / ۲۸٫۰۰۰°شمالی ۰٫۰۰۰°شرقی      | الجزایر             | |
| ۲۸°۰′ شمالی ۹°۵۵′ شرقی / ۲۸٫۰۰۰°شمالی ۹٫۹۱۷°شرقی     | لیبی                | |
| ۲۸°۰′ شمالی ۲۵°۰′ شرقی / ۲۸٫۰۰۰°شمالی ۲۵٫۰۰۰°شرقی    | مصر                 | |
| ۲۸°۰′ شمالی ۳۳°۲۷′ شرقی / ۲۸٫۰۰۰°شمالی ۳۳٫۴۵۰°شرقی   | دریای سرخ           | خلیج سوئز |
| ۲۸°۰′ شمالی ۳۳°۴۸′ شرقی / ۲۸٫۰۰۰°شمالی ۳۳٫۸۰۰°شرقی   | مصر                 | شبه‌جزیره سینا |
| ۲۸°۰′ شمالی ۳۴°۲۶′ شرقی / ۲۸٫۰۰۰°شمالی ۳۴٫۴۳۳°شرقی   | دریای سرخ           | تنگه تیران |
| ۲۸°۰′ شمالی ۳۴°۳۰′ شرقی / ۲۸٫۰۰۰°شمالی ۳۴٫۵۰۰°شرقی   | عربستان سعودی       | جزیرهٔ Tiran |
| ۲۸°۰′ شمالی ۳۴°۳۳′ شرقی / ۲۸٫۰۰۰°شمالی ۳۴٫۵۵۰°شرقی   | دریای سرخ           | |
| ۲۸°۰′ شمالی ۳۵°۱۰′ شرقی / ۲۸٫۰۰۰°شمالی ۳۵٫۱۶۷°شرقی   | عربستان سعودی       | |
| ۲۸°۰′ شمالی ۴۸°۴۶′ شرقی / ۲۸٫۰۰۰°شمالی ۴۸٫۷۶۷°شرقی   | خلیج فارس           | |
| ۲۸°۰′ شمالی ۵۱°۲۰′ شرقی / ۲۸٫۰۰۰°شمالی ۵۱٫۳۳۳°شرقی   | ایران               | |
| ۲۸°۰′ شمالی ۶۲°۴۷′ شرقی / ۲۸٫۰۰۰°شمالی ۶۲٫۷۸۳°شرقی   | پاکستان             | ایالت بلوچستان پاکستان استان سند پنجاب (پاکستان) |
| ۲۸°۰′ شمالی ۷۰°۲۱′ شرقی / ۲۸٫۰۰۰°شمالی ۷۰٫۳۵۰°شرقی   | هند                 | راجستان |
| ۲۸°۰′ شمالی ۷۰°۳۵′ شرقی / ۲۸٫۰۰۰°شمالی ۷۰٫۵۸۳°شرقی   | پاکستان             | پنجاب (پاکستان) |
| ۲۸°۰′ شمالی ۷۱°۵۴′ شرقی / ۲۸٫۰۰۰°شمالی ۷۱٫۹۰۰°شرقی   | هند                 | Rajasthan هاریانا Rajastan Haryana اوتار پرادش |
| ۲۸°۰′ شمالی ۸۱°۳۸′ شرقی / ۲۸٫۰۰۰°شمالی ۸۱٫۶۳۳°شرقی   | نپال                | |
| ۲۸°۰′ شمالی ۸۵°۵۷′ شرقی / ۲۸٫۰۰۰°شمالی ۸۵٫۹۵۰°شرقی   | چین                 | منطقه خودمختار تبت - حدود 14km |
| ۲۸°۰′ شمالی ۸۶°۵′ شرقی / ۲۸٫۰۰۰°شمالی ۸۶٫۰۸۳°شرقی    | نپال                | حدود 11km |
| ۲۸°۰′ شمالی ۸۶°۱۲′ شرقی / ۲۸٫۰۰۰°شمالی ۸۶٫۲۰۰°شرقی   | چین                 | Tibet - حدود 30km |
| ۲۸°۰′ شمالی ۸۶°۳۰′ شرقی / ۲۸٫۰۰۰°شمالی ۸۶٫۵۰۰°شرقی   | نپال                | کوه اورست lies on the parallel as it crosses from Nepal to China |
| ۲۸°۰′ شمالی ۸۶°۵۳′ شرقی / ۲۸٫۰۰۰°شمالی ۸۶٫۸۸۳°شرقی   | چین                 | Tibet |
| ۲۸°۰′ شمالی ۸۸°۲۵′ شرقی / ۲۸٫۰۰۰°شمالی ۸۸٫۴۱۷°شرقی   | هند                 | سیکیم |
| ۲۸°۰′ شمالی ۸۸°۵۰′ شرقی / ۲۸٫۰۰۰°شمالی ۸۸٫۸۳۳°شرقی   | چین                 | Tibet |
| ۲۸°۰′ شمالی ۸۸°۲۷′ شرقی / ۲۸٫۰۰۰°شمالی ۸۸٫۴۵۰°شرقی   | بوتان (کشور)        | |
| ۲۸°۰′ شمالی ۹۱°۰′ شرقی / ۲۸٫۰۰۰°شمالی ۹۱٫۰۰۰°شرقی    | چین                 | Tibet - حدود 15km |
| ۲۸°۰′ شمالی ۹۱°۹′ شرقی / ۲۸٫۰۰۰°شمالی ۹۱٫۱۵۰°شرقی    | بوتان (کشور)        | |
| ۲۸°۰′ شمالی ۹۱°۲۷′ شرقی / ۲۸٫۰۰۰°شمالی ۹۱٫۴۵۰°شرقی   | چین                 | Tibet |
| ۲۸°۰′ شمالی ۹۲°۴۳′ شرقی / ۲۸٫۰۰۰°شمالی ۹۲٫۷۱۷°شرقی   | هند                 | آروناچال پرادش - partly ادعا شده توسط چین |
| ۲۸°۰′ شمالی ۹۷°۲۳′ شرقی / ۲۸٫۰۰۰°شمالی ۹۷٫۳۸۳°شرقی   | میانمار (Burma)     | |
| ۲۸°۰′ شمالی ۹۸°۸′ شرقی / ۲۸٫۰۰۰°شمالی ۹۸٫۱۳۳°شرقی    | چین                 | یون‌نان سیچوآن Yunnan Sichuan Yunnan Sichuan گوئیژو هونان جیانگشی فوجیان چجیانگ |
| ۲۸°۰′ شمالی ۱۲۰°۵۷′ شرقی / ۲۸٫۰۰۰°شمالی ۱۲۰٫۹۵۰°شرقی | دریای چین شرقی      | |
| ۲۸°۰′ شمالی ۱۲۹°۵′ شرقی / ۲۸٫۰۰۰°شمالی ۱۲۹٫۰۸۳°شرقی  | اقیانوس آرام        | Passing through the Amami Islands, ژاپن · گذرکردن از شمال جزایر اوگاساوارا, ژاپن · گذرکردن از جنوب جزیره مرجانی می‌دوی, جزایر کوچک حاشیه‌ای ایالات متحده · گذرکردن از شمال Pearl and Hermes Atoll, هاوائی, ایالات متحده آمریکا · گذرکردن از جنوب Cedros Island, مکزیک |
| ۲۸°۰′ شمالی ۱۱۴°۱۲′ غربی / ۲۸٫۰۰۰°شمالی ۱۱۴٫۲۰۰°غربی | مکزیک               | The parallel defines the border between the states of باخا کالیفرنیا و باحا کالیفرنیا سور |
| ۲۸°۰′ شمالی ۱۱۲°۴۶′ غربی / ۲۸٫۰۰۰°شمالی ۱۱۲٫۷۶۷°غربی | خلیج کالیفرنیا      | |
| ۲۸°۰′ شمالی ۱۱۱°۱۰′ غربی / ۲۸٫۰۰۰°شمالی ۱۱۱٫۱۶۷°غربی | مکزیک               | |
| ۲۸°۰′ شمالی ۱۰۰°۰′ غربی / ۲۸٫۰۰۰°شمالی ۱۰۰٫۰۰۰°غربی  | ایالات متحده آمریکا | تگزاس - سرزمین اصلی و San José Island |
| ۲۸°۰′ شمالی ۹۶°۵۴′ غربی / ۲۸٫۰۰۰°شمالی ۹۶٫۹۰۰°غربی   | خلیج مکزیک          | |
| ۲۸°۰′ شمالی ۸۲°۵۰′ غربی / ۲۸٫۰۰۰°شمالی ۸۲٫۸۳۳°غربی   | ایالات متحده آمریکا | فلوریدا - جزیرهٔ Clearwater Beach and the mainland |
| ۲۸°۰′ شمالی ۸۰°۳۱′ غربی / ۲۸٫۰۰۰°شمالی ۸۰٫۵۱۷°غربی   | اقیانوس اطلس        | گذرکردن از جنوب جزیرهٔ لا گومرا, اسپانیا |
| ۲۸°۰′ شمالی ۱۶°۴۲′ غربی / ۲۸٫۰۰۰°شمالی ۱۶٫۷۰۰°غربی   | اسپانیا             | جزیرهٔ تنریف |
| ۲۸°۰′ شمالی ۱۶°۳۸′ غربی / ۲۸٫۰۰۰°شمالی ۱۶٫۶۳۳°غربی   | اقیانوس اطلس        | |
| ۲۸°۰′ شمالی ۱۵°۴۹′ غربی / ۲۸٫۰۰۰°شمالی ۱۵٫۸۱۷°غربی   | اسپانیا             | جزیرهٔ گران کاناریا |
| ۲۸°۰′ شمالی ۱۵°۲۲′ غربی / ۲۸٫۰۰۰°شمالی ۱۵٫۳۶۷°غربی   | اقیانوس اطلس        | گذرکردن از جنوب جزیرهٔ فوئرته‌ونتورا, اسپانیا |
| ۲۸°۰′ شمالی ۱۲°۳۲′ غربی / ۲۸٫۰۰۰°شمالی ۱۲٫۵۳۳°غربی   | مراکش               | |
| ۲۸°۰′ شمالی ۸°۴۰′ غربی / ۲۸٫۰۰۰°شمالی ۸٫۶۶۷°غربی     | الجزایر             | |